# 阿努 (约讷省)
阿努（法語：Annoux，法語發音：[anu]）是法国勃艮第-弗朗什-孔泰大区约讷省的一个市镇，位于该省南部，属于阿瓦隆区。

## 地理
阿努（47°37'35"N, 4°3'2"E）面积8.97 平方千米，位于法国勃艮第-弗朗什-孔泰大區约讷省，该省份为法国中北部内陆省份，西接卢瓦雷省，西北接塞纳-马恩省，南至涅夫勒省，东临科多尔省，东北与奥布省接壤。
与阿努接壤的市镇（或旧市镇、城区）包括：布拉西、沙泰勒热拉尔、马桑吉、萨里、蒂济。

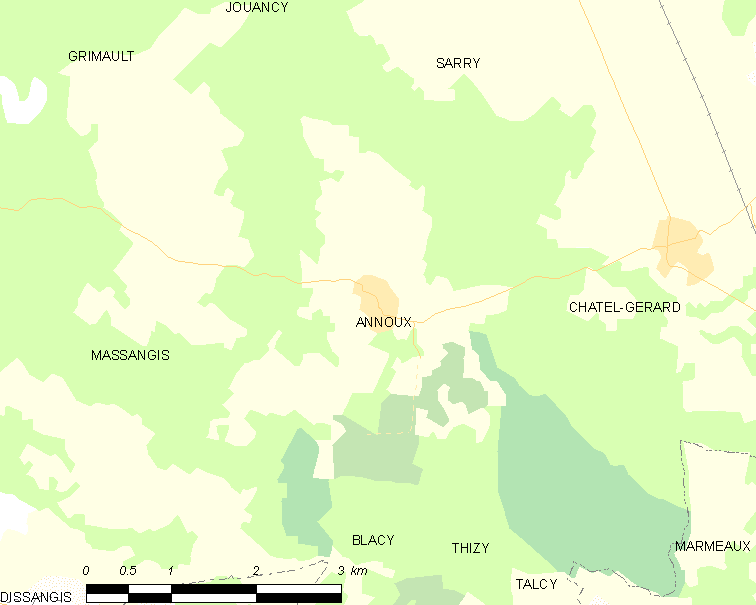
的OSM定位图

阿努的时区为UTC+01:00、UTC+02:00（夏令时）。

## 行政
阿努的邮政编码为89440，INSEE市镇编码为89012。

## 政治
阿努所属的省级选区为沙布利县。

## 人口

1962-2008年间人口变化图示

阿努于2022年1月1日时的人口数量为84人。